# روسکایا
روسکایا (آلمانی: Russkaja) یک گروه موسیقی اسکا پانک اتریشی بود که در سال ۲۰۰۵ در وین بنیان نهاده شد. این گروه آهنگ‌های خود را «توربو پولکا متال روسی» می‌نامید چون آثارشان مبتنی بر پولکا، اسکا، فانفار، پاپ، راک و موسیقی سنتی روسی بود. این گروه با شرکت ناپالم رکوردز قرارداد داشت. آنها در اتریش بیشتر به خاطر اجرای ثابت در برنامهٔ کمدی انتهای شب «اتریش خوش آمدی» شناخته می‌شوند.
گروه در ۳ فوریه ۲۰۲۳ (همان روزی که هفتمین آلبوم خود را با نام توربو پولکا پارتی را منتشر کردند) از هم پاشید؛ زیرا دیگر حاضر به «به‌کارگیری طنزآمیز زبان و نمادها شوروی» در آثارشان به‌دلیل انتقاد عمومی مرتبط با حمله روسیه به اوکراین نبودند.